# 향남읍
향남읍(鄕南邑)은 경기도 화성시에 있는 읍으로, 크게 3개 지역(동부·서북부·서남부)으로 나눌 수 있는 화성시 서남부의 중심지이며, 인구가 빠르게 증가하고 있다.
관내에는 향남택지지구와 한국얀센 및 한국오츠카제약 등 제약 산업 단지가 조성되어 있다.

## 연혁
- 조선 시대 : 수원군 공향면, 남면, 남양군 분향면
- 1914년 4월 1일 : 수원군 향남면 - 공향면과 분향면의 향(鄕)과 남면의 남(南)을 합쳐 붙인 이름.[1]
- 1949년 8월 14일 : 화성군 향남면
- 2001년 3월 21일 : 화성시 향남면
- 2007년 1월 29일 : 화성시 향남읍
- 2017년 12월 : 향남읍의 주민등록 인구가 8만 명을 돌파하였다.

2006년 12월말 남양읍(당시 남양동)보다 1,676명 적은 2만599 명이던 인구가 2008년 10월부터 급증해 2008년 12월에 3만 명을 돌파하였고, 2009년 9월에 4만 명, 2010년 10월에 5만 명, 2015년 1월에 6만 명, 2016년 5월에 7만 명, 2017년 12월에 8만 명을 돌파하였다.

## 지리
화성시 중앙부에 남녘벌과 구문천 및 상신뜰 등 남양만으로 연계된 경지가 정리된 400ha의 논과 기타 지역 2,500ha의 토지와 임야를 이용한 농축산업이 고루 발달된 곳이며, 화성팔경의 하나인 제암리 3.1운동 순국유적지가 있다.
팔탄면에 있는 서해안고속도로의 발안 나들목을 중심으로 39번 국도, 43번 국도, 82번 국도 등 주요 도로가 연계되어 부근에는 우정읍 석천리 소재의 기아자동차 공장 외에도 제약 공업단지가 밀집해 있다.

## 행정 구역
| 법정리   | 한자     | 행정리                                                           | 비고                   |
| -------- | -------- | ---------------------------------------------------------------- | ---------------------- |
| 평리     | 坪里     | 평1리, 평2리, 평3리, 평4리                                       |                        |
| 발안리   | 發安里   | 발안1리, 발안2리, 발안3리, 발안4리                               |                        |
| 제암리   | 提岩里   | 제암리                                                           |                        |
| 상신리   | 上新里   | 상신1리~상신11리                                                 |                        |
| 구문천리 | 球文川里 | 구문천1리, 구문천2리, 구문천3리, 구문천4리, 구문천5리, 구문천6리 |                        |
| 하길리   | 下吉里   | 하길1리~하길17리                                                 |                        |
| 화리현리 | 禾里峴里 | 화리현1리, 화리현2리                                             |                        |
| 상두리   | 上斗里   | 상두1리, 상두2리                                                 |                        |
| 백토리   | 白土里   | 백토1리, 백토2리                                                 |                        |
| 길성리   | 吉成里   | 길성리                                                           |                        |
| 요리     | 料里     | 요리                                                             |                        |
| 수직리   | 水直里   | 수직1리, 수직2리                                                 |                        |
| 갈천리   | 葛川里   | 갈천리                                                           |                        |
| 증거리   | 增巨里   | 증거리                                                           |                        |
| 송곡리   | 松谷里   | 송곡1리, 송곡2리                                                 |                        |
| 동오리   | 東梧里   | 동오리                                                           |                        |
| 관리     | 官里     | 관리                                                             |                        |
| 도이리   | 挑李里   | 도이1리, 도이2리                                                 |                        |
| 행정리   | 杏亭里   | 행정1리~행정20리                                                 | 읍 행정복지센터 소재지 |
| 방축리   | 防築里   | 방축리                                                           |                        |
| 장짐리   | 長朕里   | 장짐1리, 장짐2리, 장짐3리, 장짐4리, 장짐5리                      |                        |
| 21리     |          | 87행정리                                                         |                        |

## 주요 기관 및 명소
- 관공서 : 화성소방서
- 명소 : 제암리 3·1운동 순국유적지

## 교육
- 행정초등학교 (행정리)
- 상신초등학교 (상신리)
- 갈천초등학교 (갈천리)
- 발안초등학교 (행정리)
- 한울초등학교 (행정리)
- 제암초등학교 (발안리)
- 향남초등학교 (백토리)
- 도이초등학교 (행정리)
- 하길초등학교 (하길리)
- 화성중학교(장짐리)
- 향남중학교 (행정리)
- 발안중학교 (평리)
- 하길중학교 (하길리)
- 화성상신중학교 (상신리)
- 화성고등학교(장짐리)
- 향남고등학교 (행정리)
- 향일고등학교 (행정리)
- 발안바이오과학고등학교 (평리)
- 하길고등학교 (하길리)

## 주거

### 아파트
| 단지명                             | 건설사          | 시행사         | 주소                        | 입주        | 비고     |
| ---------------------------------- | --------------- | -------------- | --------------------------- | ----------- | -------- |
| 시범한우물마을 5단지 휴먼시아      | 요진산업㈜      | 대한주택공사   | 향남읍 행정남로 99-15       | 2008년 10월 | 국민임대 |
| 시범한우물마을 6단지 휴먼시아      | 이수건설 ㈜흥화 | 대한주택공사   | 향남읍 행정남로 99-16       | 2008년 10월 | 국민임대 |
| 시범복사꽃마을 7단지 주공          | 성지건설㈜      | 대한주택공사   | 향남읍 행정동로 101         | 2008년 11월 | 국민임대 |
| 시범복사꽃마을 8단지 상록하늘채    | 코오롱글로벌    | 공무원연금공단 | 향남읍 행정동로 83          | 2008년 7월  |          |
| 시범복사꽃마을 9단지 한국아델리움  | 한국건설㈜      | 한국건설㈜     | 향남읍 행정동로 88          | 2008년 9월  |          |
| 시범살구꽃마을 14단지 풍림아이원   | 풍림산업        | ㈜유승종합건설 | 향남읍 행정동로 64          | 2008년 9월  |          |
| 시범살구꽃마을 13단지 한일베라체   | 한일건설㈜      | 엘드건설㈜     | 향남읍 행정중앙1로 95       | 2008년 9월  |          |
| 시범살구꽃마을 11단지 오투그란데   | 제일건설㈜      | 제일건설㈜     | 향남읍 행정중앙2로 64       | 2008년 9월  |          |
| 시범살구꽃마을 15단지 화성파크드림 | 화성개발㈜      | 화성개발㈜     | 향남읍 행정동로 22          | 2008년 10월 |          |
| 시범살구꽃마을 10단지 대방노블랜드 | 대방건설        | 대방건설       | 향남읍 행정중앙2로 83       | 2008년 10월 |          |
| 시범넓은들마을 4단지 에일린의 뜰   | 아이에스동서    | 아이에스동서   | 향남읍 행정중앙1로 39       | 2008년 10월 |          |
| 시범넓은들마을 3단지 신명스카이뷰  | ㈜신명종합건설  | ㈜신명종합건설 | 향남읍 행정서로 48          | 2008년 10월 |          |
| 시범넓은들마을 1단지 우미린        | 우미개발㈜      | 우미개발㈜     | 향남읍 행정중앙2로 14       | 2008년 8월  |          |
| 시범살구꽃마을 12단지 신영지웰     | 한라건설㈜      | 신영㈜         |                             | 2008년 9월  |          |
| 시범넓은들마을 2단지 신영지웰      | 신영동성㈜      | 신영㈜         |                             |             |          |
| 서봉마을 8단지 모아엘가            | 혜림건설㈜      | ㈜모아주택산업 | 향남읍 상신하길로274번길 61 | 2015년 6월  |          |
| 서봉마을 4단지 모아미래도 에듀파크 | 미래도건설㈜    | ㈜모아미래도   |                             | 2018년 8월  |          |
| 서봉마을 3단지 부영                | ㈜부영주택      | ㈜부영주택     | 향남읍 상신하길로328번길 21 | 2015년 6월  |          |
| 서봉마을 6단지 부영                | ㈜부영주택      | ㈜부영주택     |                             |             |          |
| 서봉마을 7단지 부영                | ㈜부영주택      | ㈜부영주택     |                             |             |          |
| 오색마을 9단지 부영                | ㈜부영주택      | ㈜부영주택     |                             |             |          |
| 오색마을 10단지 부영               | ㈜부영주택      | ㈜부영주택     |                             |             |          |
| 오색마을 11단지 부영               | ㈜부영주택      | ㈜부영주택     |                             |             |          |
| 언덕마을 17단지 부영               | ㈜부영주택      | ㈜부영주택     |                             |             |          |

## 같이 보기
- 화성종합경기타운
- 제암리 학살 사건
- 화성시